# Valeri Legasov
Valeri Aleksejevitsj Legasov (Russisch: Валерий Алексеевич Легасов) (Toela, 1 september 1936 - Moskou, 27 april 1988) was een Sovjet-Russische wetenschapper. Hij was adjunct-directeur aan het Koertsjatov-instituut. Hij was lid van de regeringscommissie om de gevolgen van het ongeluk bij de kerncentrale van Tsjernobyl te beperken waarvoor hij in 1996 van Boris Jeltsin postuum de titel Held van Rusland kreeg.

## Biografie
Legasov werd op 1 september 1936 geboren in een arbeidersgezin. In 1954 voltooide hij zijn opleiding aan School 56 in Moskou met een gouden medaille. De school draagt nu zijn naam en aan de ingang staat een bronzen buste. In 1961 studeerde hij af aan de faculteit van Ingenieurswetenschappen Fysica en Chemie aan het Mendeleevinstituut voor Chemie en Technologie. Van 1978 tot 1983 was hij professor aan dit Instituut. Vanaf 1983 tot aan zijn dood werkte hij aan de faculteit Scheikunde aan de Staatsuniversiteit van Moskou als hoofd van het departement radiochemie en chemische technologie.

## Kernramp van Tsjernobyl
Direct na het ongeluk werd Legasov benoemd tot lid van de regeringscommissie om de kernramp in te dammen en te onderzoeken. Hij nam een aantal cruciale beslissingen om verdere explosies te voorkomen en rapporteerde aan de regering van de Sovjet-Unie over de rampplek. Hij informeerde zijn collega-wetenschappers en de pers over de risico's en de toestand van de vernietigde centrale en drong ook aan op de onmiddellijke volledige evacuatie van de stad Pripjat. Tevens gaf hij uitleg over de gebeurtenis bij het Internationaal Atoomenergieagentschap te Wenen.
Na deze periode bleef Legasov zich inzetten voor de veiligheid van kernreactoren, onder meer door de ontwerpers te wijzen op de tekortkomingen van de reactoren van het RBMK-type en op de ontoereikende opleiding van het personeel.

## Dood
Twee jaar en één dag na de ramp in Tsjernobyl pleegde Legasov zelfmoord door zichzelf op te hangen. Na zijn zelfmoord publiceerde Pravda delen uit zijn memoires. Deze hield Legasov bij na zijn betrokkenheid bij de kernramp. In zijn memoires uitte hij kritiek op het beleid rond kernenergie en op het bestuur van de Sovjet-Unie.
Legasov ligt op de begraafplaats Novodevitsji in Moskou.

## HBO's mini-serieChernobyl
In de HBO-miniserie Chernobyl wordt Legasov gevolgd. De rol van Legasov wordt vertolkt door Jared Harris.